# Canton de Tarbes-1
Le canton de Tarbes-1 est une circonscription électorale française située dans le département des Hautes-Pyrénées et la région Occitanie.

## Histoire
Le canton a été créé par décret du 23 juillet 1973 réorganisant les cantons de Tarbes-Nord et Tarbes-Sud.
Par décret du 25 février 2014, le nombre de cantons du département est divisé par deux, avec mise en application aux élections départementales de mars 2015. Le canton de Tarbes-1 est redécoupé par ce décret.

## Représentation

### Représentation de 1973 à 2015
| Période | Période | Identité            | Étiquette | Qualité                                                                                            |
| ------- | ------- | ------------------- | --------- | -------------------------------------------------------------------------------------------------- |
| 1973    | 1979    | Marc Giacardy       | UDF-PR    | Entrepreneur Président de la Chambre de Commerce et d'Industrie                                    |
| 1979    | 1985    | Raymond Erraçarret  | PCF       | Instituteur Maire de Tarbes (1983-2001)                                                            |
| 1985    | 1998    | Gérard Trémège      | UDF       | Directeur d'un cabinet de comptabilité Député (1986-1988 et 1993-1997) Maire de Tarbes depuis 2001 |
| 1998    | 2015    | Jean-Pierre Dubarry | PS        | Enseignant Ancien conseiller municipal de Tarbes                                                   |

### Représentation depuis 2015
| Période élective | Période élective | Mandat | Mandat   | Identité              | Nuance | Nuance | Qualité |
| ---------------- | ---------------- | ------ | -------- | --------------------- | ------ | ------ | --- |
| 2015             | 2021             | 2015   | 2021     | Frédéric Laval        |        | PS     | Professeur 12ème Vice-président du Conseil départemental chargé des finances et rapporteur général du budget Ancien conseiller général du canton de Tarbes-3 (2001-2015) |
| 2015             | 2021             | 2015   | 2021     | Virginie Siani Wembou |        | PS     | Médecin 7ème Vice-présidente chargée de l’insertion logement et des politiques de la Ville (2008-2015) Ancienne conseillère générale du canton de Tarbes-4 (2008-2015)   |
| 2021             | 2028             | 2021   | en cours | Frédéric Laval        |        | LREM   | Conseiller sortant |
| 2021             | 2028             | 2021   | en cours | Virginie Siani Wembou |        | LREM   | Conseillère sortante, membre de Territoires de progrès |

### Résultats détaillés

#### Élections de mars 2015
Virginie Siani et Frédéric Laval ont quitté le PS et sont membres de LREM.
À l'issue du 1er tour des élections départementales de 2015, deux binômes sont en ballottage : Frédéric Laval et Virginie Siani Wembou (PS, 34,55 %) et Daniel Chardenoux et Myriam Mendez (Union de la Droite, 27,06 %). Le taux de participation est de 44,2 % (4 156 votants sur 9 402 inscrits) contre 54,65 % au niveau départemental et 50,17 % au niveau national.
Au second tour, Frédéric Laval et Virginie Siani Wembou (PS) sont élus avec 55,18 % des suffrages exprimés et un taux de participation de 43,24 % (2 031 voix pour 4 065 votants et 9 402 inscrits).

#### Élections de juin 2021
Le premier tour des élections départementales de 2021 est marqué par un très faible taux de participation (33,26 % au niveau national). Dans le canton de Tarbes-1, ce taux de participation est de 27,02 % (2 379 votants sur 8 803 inscrits) contre 39,47 % au niveau départemental. À l'issue de ce premier tour, deux binômes sont en ballottage : Christophe Cavaillès et Héloïse Dasse (Union à gauche avec des écologistes, 26,23 %) et Frédéric Laval et Virginie Siani Wembou (DVC, 24,65 %).
Le second tour des élections est marqué une nouvelle fois par une abstention massive équivalente au premier tour. Les taux de participation sont de 34,36 % au niveau national, 39,92 % dans le département et 27,77 % dans le canton de Tarbes-1. Frédéric Laval et Virginie Siani Wembou (DVC) sont élus avec 51,99 % des suffrages exprimés (1 139 voix pour 2 446 votants et 8 807 inscrits),,. 

## Composition

### Composition de 1974 à 2015
Lors de sa création, le canton de Tarbes-I était constitué de la portion de territoire de la ville de Tarbes déterminée au Nord par les limites de la commune de Bours, à l'Ouest par la rue d'Alsace-Lorraine, la rue Massey, la place de Verdun, au Sud par la rue Maréchal-Foch, la rue François-Mousis, le pourtour Sud de la place Marcadieu et l'avenue de la Marne et à l'Est par les limites de la commune d'Aureilhan.

### Composition depuis 2015
| Nom                            | Code Insee | Intercommunalité           | Superficie (km2) | Population (dernière pop. légale)                | Densité (hab./km2) | Modifier                                    |
| ------------------------------ | ---------- | -------------------------- | ---------------- | ------------------------------------------------ | ------------------ | ------------------------------------------- |
| Tarbes (bureau centralisateur) | 65440      | CA Tarbes-Lourdes-Pyrénées | 15,33            | Fraction : 14 040 (2022) Commune : 44 529 (2022) | 2 905              | modifier les données · modifier les données |
| Canton de Tarbes-1             | 6510       |                            |                  | 14 040 (2022)                                    |                    | modifier les données                        |

Le canton de Tarbes-1 comprend la partie de la commune de Tarbes située au nord et à l'ouest d'une ligne définie par l'axe des voies et limites suivantes : depuis la limite territoriale de la commune d'Ibos, rue de la Baïse, impasse de l'Alaric, ligne droite se prolongeant jusqu'au cours de l'Échez, cours de l'Échez, rue François-Marquès, rue Sainte-Catherine, rue des Cultivateurs, rue Georges-Lassalle, rue Massey, avenue Alsace-Lorraine, rue des Mimosas, rue Louis-Blériot, boulevard des Ardennes, rue de Perseigna, jusqu'à la limite territoriale de la commune de Bordères-sur-l'Échez.

## Démographie

### Démographie avant 2015
| 1975 | 1982 | 1990  | 1999  | 2006  | 2011  | 2012  |
| ---- | ---- | ----- | ----- | ----- | ----- | ----- |
| -    | -    | 8 022 | 7 281 | 8 323 | 7 579 | 7 394 |

### Démographie depuis 2015
En 2022, le canton comptait 14 040 habitants, en évolution de +5,84 % par rapport à 2016 (Hautes-Pyrénées : +1,59 %, France hors Mayotte : +2,11 %).
| 2013   | 2018   | 2022   |
| ------ | ------ | ------ |
| 13 513 | 13 891 | 14 040 |